# Niederdahl
Niederdahl ist ein Ort und Stadtteil von Radevormwald im Oberbergischen Kreis im nordrhein-westfälischen Regierungsbezirk Köln in Deutschland.

## Lage und Beschreibung

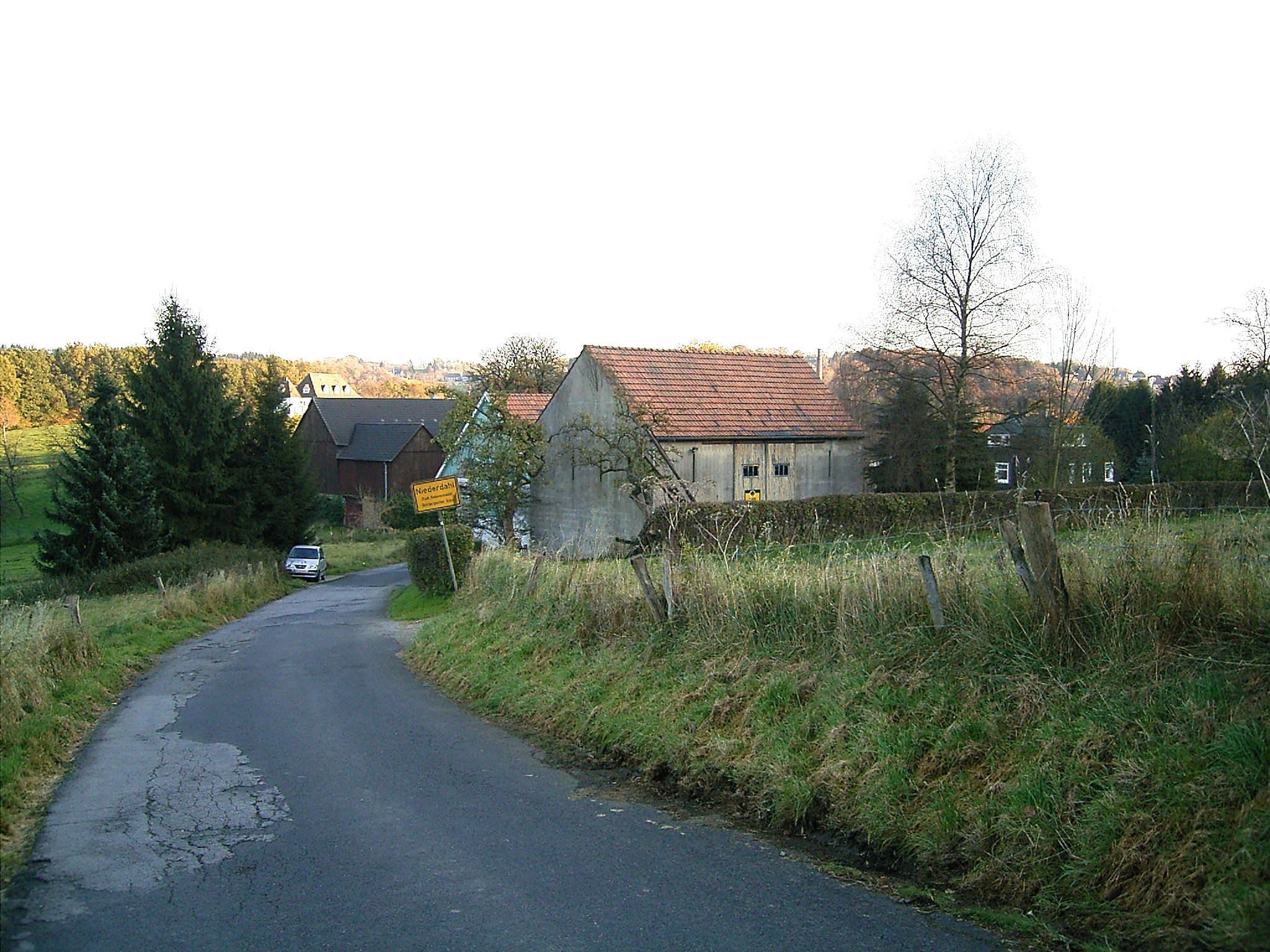
Ortseingang

Der Ort liegt kurz vor Stadtgrenze zu Wuppertal und ist von der Ortschaft Dahlerau aus über die Wülfingstraße erreichbar. Die benachbarten Ortschaften heißen Kotthausen, und Oberdahl. Niederdahl kann noch auf Grund seiner Lage zu den Radevormwalder Wupperortschaften gezählt werden. In unmittelbarer Nähe zu Niederdahl liegt auch die Ansiedlung Auf’m Hagen.
Der Wanderweg X7, der auch als „Residenzenweg“ bekannt ist, verläuft durch Niederdahl. Hinter Dahlhausen folgt der Residenzenweg zunächst dem bewaldeten Verlauf der Wupper, bevor er seinen Weg bergauf nach Niederdahl nimmt. Von dort verläuft der Residenzenweg wiederum bergauf in die Ortschaft Oberdahl.

## Geschichte
1547 gehörte Oberdahl zur Honschaft Walbrecken im Kirchspiel Lüttringhausen des Amtes Beyenburg, der weitere 15 umliegende Höfe angehörten.
Die Statistik der lutherischen Gemeinde Lüttringhausen berichtet im Jahr 1798 von 59 Einwohnern. 1832 war Niederdahl weiterhin Teil der Honschaft Walbrecken, die nun der Bürgermeisterei Lüttringhausen angehörte. Der laut der Statistik und Topographie des Regierungsbezirks Düsseldorf als Weiler bezeichnete Ort wurde Niederthal genannt und besaß zu dieser Zeit vier Wohnhäuser und vier landwirtschaftliche Gebäude. Zu dieser Zeit lebten 62 Einwohner im Ort, vier katholischen und 58 evangelischen Glaubens. Im Gemeindelexikon für die Provinz Rheinland von 1888 werden sechs Wohnhäuser mit 79 Einwohnern angegeben.
1898 wird die Ortschaft Niederdahl der Kirchengemeinde Dahlerau zugeteilt. Lüttringhausen wurde bei einer Kommunalgebietsreform 1929 teilweise nach Remscheid, Barmen-Elberfeld und Radevormwald eingemeindet, Niederdahl kam zu Radevormwald.
Der Ort war auch Standort einer Volksschule, die mindestens bis 1962 existierte.
Seit 1975 gehört der Ort zu Radevormwald. Im Stadtrat wird Niederdahl durch den direkt gewählten Kandidaten des Wahlbezirk 15 vertreten.

## ÖPNV
Der Ort ist über die Bürgerbus-Linie 4 „Remlingrader“ an den ÖPNV angeschlossen, die zwischen dem zentralen Radevormwalder Busbahnhof und dem Wuppermarkt pendelt.